# Zakrzyn (gromada)
Zakrzyn – dawna gromada, czyli najmniejsza jednostka podziału terytorialnego Polskiej Rzeczypospolitej Ludowej w latach 1954–1972.
Gromady, z gromadzkimi radami narodowymi (GRN) jako organami władzy najniższego stopnia na wsi, funkcjonowały od reformy reorganizującej administrację wiejską przeprowadzonej jesienią 1954 do momentu ich zniesienia z dniem 1 stycznia 1973, tym samym wypierając organizację gminną w latach 1954–1972.
Gromadę Zakrzyn z siedzibą GRN w Zakrzynie utworzono – jako jedną z 8759 gromad na obszarze Polski – w powiecie kaliskim w woj. poznańskim, na mocy uchwały nr 22/54 WRN w Poznaniu z dnia 5 października 1954. W skład jednostki weszły obszary dotychczasowych gromad Zakrzyn, Zakrzyn-Baranek, Zakrzyn-Kolonia i Annopol ze zniesionej gminy Strzałków, miejscowość Koźlątków z dotychczasowej gromady Koźlątków ze zniesionej gminy Kamień oraz miejscowość Tulka Kolonia z kompleksem lasów i południową częścią wsi Kuźnicy (z trzynastoma gospodarstwami położonymi przy granicy dotychczasowej gminy Strzałków) z dotychczasowej gromady Kuźnica ze zniesionej gminy Ceków – w tymże powiecie. Dla gromady ustalono 13 członków gromadzkiej rady narodowej.
Gromadę zniesiono 1 stycznia 1960, a jej obszar włączono do gromady Lisków w tymże powiecie.